# 诺邓镇
诺邓镇，原称石门镇，是中华人民共和国云南省大理白族自治州云龙县下辖的一个乡镇级行政单位。
2010年9月8日，云南省人民政府批复同意将诺邓镇天灯村划归苗尾傈僳族乡（原表村傈僳族乡）管辖。

## 行政区划
诺邓镇下辖以下地区：
石门社区、青松村、和平村、象麓村、果郎村、诺邓村、杏林村、永安村、龙飞村和天池村。

## 中国传统村落
2012年，诺邓古村被评为首批“中国传统村落”。

## 特產

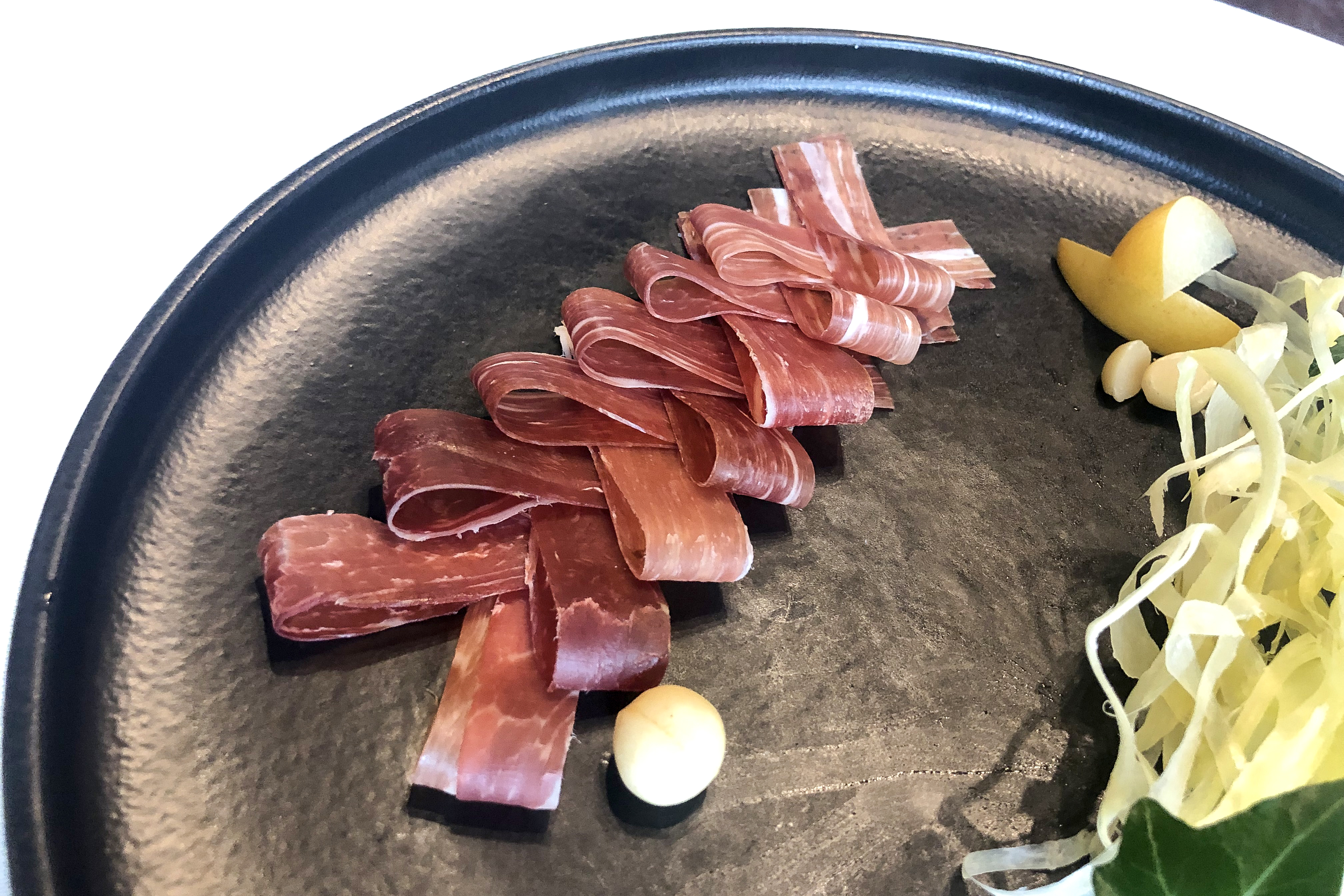
发酵三年以上、可供生吃的诺邓火腿

諾鄧出產的食鹽全手工生產，而且含豐富的鉀，用諾鄧的鹽醃製的諾鄧火腿別具風味，十分馳名。